# 小行星3333
小行星3333（英語：3333 Schaber）是一颗围绕太阳公转的小行星。1980年10月9日，卡羅琳·舒梅克在帕洛马山发现了此天体。
这颗小行星的绝对星等为66.34094628983915等。